# Marc Alcalá
Marc Alcalá Ibáñez, né le 7 novembre 1994 à Barcelone, est un athlète espagnol, spécialiste du demi-fond.
Entraîné par José Antonio Prieto Gasques, il remporte le titre du 1 500 m lors des Championnats d'Europe espoirs à Tallinn.
Son record sur cette distance est de 3 min 43 s 49 obtenu le 19 juillet 2014 à Madrid.

## Palmarès
| Date | Compétition                            | Lieu      | Résultat | Épreuve | Temps         |
| ---- | -------------------------------------- | --------- | -------- | ------- | ------------- |
| 2013 | Championnats du monde de cross-country | Bydgoszcz | 99e      | Cross   | 25 min 18     |
| 2015 | Championnats d'Europe espoirs          | Tallinn   | 1er      | 1 500 m | 3 min 44 s 54 |
| 2017 | Championnats d'Europe en salle         | Belgrade  | 4e       | 1 500 m | 3 min 46 s 36 |
| 2017 | Championnats d'Europe par équipes      | Lille     | 6e       | 1 500 m | 3 min 54 s 89 |

## Records

### Records personnels
| Épreuve         | Temps         | Lieu                  | Date            |
| --------------- | ------------- | --------------------- | --------------- |
| 1 500 m         | 3 min 36 s 93 | Barcelone (Serrahima) | 30 juin 2016    |
| 1 500 m (salle) | 3 min 41 s 79 | Sabadell              | 13 février 2015 |